# Parc del Cadí
El Parc del Cadí és un parc situat a la ciutat de la Seu d'Urgell al centre històric de la Seu d'Urgell a la vora de la plaça dels Oms i de la Catedral de Santa Maria d'Urgell.

## Obres de reforma
El 30 d'agost de 2018 s'iniciaven les obres de reforma del parc del Cadí de la Seu d'Urgell.
Les obres consistien en la eliminació de la tanca d'arbustos que separa aquest parc amb el carrer Ramon Llambart i la construcció d'unes escales de pedra en aquest punt, també és substituirà i renovarà l'actual mobiliari urbà (papereres, bancs). De fet és col·locaran nous bancs que aprofitaran la privilegiada situació del parc i donaran vista al Cadí per una banda i a la Catedral d'Urgell per l'altra. Finalment, la tanca del mirador es renovarà íntegrament.
Aquestes obres tindran un cost total de 90.000 euros, i s'espera que estiguin enllestides abans d'acabar l'any 2018.

## Cedre
Al centre del parc del Cadí hi ha un cedre que li aporta una singularitat única esdevinguent un dels jardins més emblemàtics i amb una panoràmica més espectacular de la ciutat. L'arbre compta amb un diàmetre de 67.5 cm a 1.3 m d'alçada. La seva posició central al parc del Cadí el fan ser un bon posador de tórtores turques (Streptopelia decaocto).

## Aspectes històrics
Antigament va ser un cementiri de la ciutat, i al 1921 Pere Solé i Graells va pagar la construcció d'un safareig en aquest espai. Es desconeix l'any de plantació però podria estar vinculat a les obres de restauració de la Catedral i amb el procés d'urbanització del seu entorn, projectat a la dècada dels anys seixanta del segle passat, s'estima que l'arbre té una seixantena d'anys.
Aquest parc va ser inaugurat el 1964 amb el nom de Parque de la Paz, a conseqüència del 25è aniversari de la victòria franquista i de la fi de la Guerra Civil i que el govern de Franco anomenava 25 años de Paz.